# Vespa rubricornis
Vespa rubricornis är en getingart som beskrevs av Perkins 1910. Vespa rubricornis ingår i släktet bålgetingar, och familjen getingar. Inga underarter finns listade i Catalogue of Life.